# William Burke (7e comte de Clanricard)
Pour les articles homonymes, voir William Burke et Burke.
William Burke (mort en octobre 1687) est un pair irlandais et le 7e Comte de Clanricard  de 1666 à 1687

## Origine
William Burke est le fils cadet et homonyme de Sir William Burke  mort le 2 février 1625 et de Joan O'Shaughnessy. Son père est lui-même le fils aîné de Ulick mac an Iarla Burke † 1601.

## Biographie
William Burke qui a servi avec son frère aîné Richard Burke (6e comte de Clanricard) sous les ordres de leur cousin
Ulick Burke, pendant les Guerres confédérées irlandaises leur succède dans les titres familiaux
il devient de plus  Lord Lieutenant du Comté de Galway en 1680 et son gouverneur en chef en 1687. Il; est catholique et fidèle du roi Jacques II d'Angleterre, ses enfants s'impliqueront dans la cause du Jacobitisme .

## Unions et postérité
William épouse en premières noces Lettice Shirley, fille de Sir Henry Shirley et de  Lady Dorothy Devereux et petite-fille de Robert Devereux (2e comte d'Essex) qui lui donne trois fils :
- Richard.
- Thomas Burke
- John créée baron de Bophin en 1689

Sa seconde épouse Hélene, fille de Donagh MacCarthy, 1er comte de Clancarty, lui donne deux autres fils et deux filles.
- Margaret Burke (morte le 9 juillet 1744) épouse 1) Bryan Magennis, 5e Vicomte Iveagh puis 2) Thomas Butler de Garryricken
- Ulick Burke, 1er Vicomte Galway en 1687  (mort le 12 juillet 1691)
- William Burke
- Honora Burke (16 janvier 1674-16 janvier 1698) épouse de Patrick Sarsfield

## Sources
- (en) T.W Moody, F.X. Martin, F.J. Byrne A New History of Ireland , Volume IX Maps, Genealogies, Lists. A companion to Irish History part II. Oxford University Press réédition 2011  (ISBN 9780199593064).